# Rubus josholubii
Rubus josholubii es una especie de planta del género Rubus, perteneciente a la familia Rosaceae.

## Taxonomía
Rubus josholubii fue descrita por H. E. Weber en 2000.

## Distribución
Se encuentra en el territorio de República Checa y Eslovaquia.